# Waleri Leonidowitsch Makarow
Waleri Leonidowitsch Makarow (russisch Валерий Леонидович Макаров; * 25. Mai 1937 in Nowosibirsk) ist ein russischer Ökonom, Mathematiker und Hochschullehrer.

## Leben
Makarows Vater war Eisenbahningenieur und Leiter des Nowosibirsker Hauptbahnhofs. Makarows Mutter Ariadna Artemjewna Jerschowa leitete die Technik-Abteilung der Westsibirischen Eisenbahn. Ihr Vater Artemi Iljitsch Jerschow war ein bekannter Schriftsteller. Makarows Onkel Juri Artemjewitsch Jerschow arbeitete im wissenschaftlichen Laboratorium einer Chemiefabrik. Makarows jüngerer Bruder ist der Mathematiker Juri Leonidowitsch Jerschow. Makarow besuchte die 30. Eisenbahnschule neben dem Nowosibirsker Hauptbahnhof und erhielt zum Abschluss die Silbermedaille.
Makarow studierte am Moskauer Staatlichen Institut für Wirtschaftswissenschaft mit Abschluss 1960. Darauf arbeitete er in dem von Sergei Lwowitsch Sobolew 1957 gegründeten Institut für Mathematik der Sibirischen Abteilung (SO) der Akademie der Wissenschaften der UdSSR (AN-SSSR) in Nowosibirsk. Er wurde nach der Aspirantur bei Leonid Witaljewitsch Kantorowitsch 1965 zum Kandidaten der Wirtschaftswissenschaften, 1968 zum Doktor der physikalisch-mathematischen Wissenschaften und 1969 zum Doktor der Wirtschaftswissenschaften promoviert. Dazu leitete er den Lehrstuhl für theoretische Kybernetik der Staatlichen Universität Nowosibirsk (NGU). 1970 folgte die Ernennung zum Professor. 1979 wurde er Korrespondierendes Mitglied der AN-SSSR. 1983 wurde er Direktor des Allrussischen Forschungsinstituts für Probleme der Organisation und Geschäftsführung in Moskau.
1985 wurde Makarow Direktor des Zentralinstituts für Wirtschaftswissenschaft und Mathematik der AN-SSSR (seit 1991 Russische Akademie der Wissenschaften (RAN)) in Moskau als Nachfolger Nikolai Prokofjewitsch Fedorenkos. 1990 wurde Makarow Wirkliches Mitglied der AN-SSSR. Mit anderen gründete er die Russische Wirtschaftswissenschaftsschule und war ihr erster Rektor (1992–2004, danach Präsident). 1996 wurde er Dekan der Fakultät für theoretische Wirtschaftswissenschaft der Staatlichen Universität für Geisteswissenschaften in Moskau. 2006 wurde er Direktor der Hochschule für staatliche Verwaltung der Lomonossow-Universität Moskau (MGU) und Leiter des Lehrstuhls für Anwendungsprobleme der wirtschaftsmathematischen Modellierung der MGU. 2017 schied er aus dem Direktorenamt des Zentralinstituts für Wirtschaftswissenschaft und Mathematik. Sein Nachfolger wurde Albert Raufowitsch Bachtisin.

## Ehrungen, Preise, Mitgliedschaften
- Orden der Völkerfreundschaft
- Orden des Roten Banners der Arbeit (1975, 1987)[1]
- Mitglied der Econometric Society (1978)
- Ehrenzeichen der Sowjetunion (1981)[1]
- Preis des Ministerrats der UdSSR (1982)[1]
- Kantorowitsch-Preis der RAN (1996 und 2020)[1]
- Mitglied des Exekutivkomitees der International Economic Association (1995)
- Verdienstorden für das Vaterland IV. Klasse (1997),[1] III. Klasse (2008)
- Demidow-Preis (2008)

## Veröffentlichungen (Auswahl)
- L.V. Kantorovich, V.L. Makarov. «Growth Models and their Application to Long-term Planning and Forcasting», In: Long-term Planning and Forcasting, Proc. Conf. Macmillan Press 1976.
- V.L. Makarov. «Economic Equilibrium under Technological Changes», Lecture notes in Economics and Mathematical Systems, v.141, Springer, Verlag, 1976.
- V.L. Makarov and A.M. Rubinov. Mathematical Theory of Economic Dynamics and Equilibria. Springer-Verlag, New-York, Heidelberg Berlin, 1977. 252 p.
- V.L. Makarov. «Some Results on General Assumptions about the Existence of Economic Equilibria». Journal of Mathematical Economics, Vol. 8, #1, March 1981, pp. 87–101.
- L.V. Kantorovich, V.L. Makarov. «„Prices and Pruduction Efficiency“, In: The Economics of Relative Prices», Proc. Conf. Macmillan Press 1984.
- V.L. Makarov, V.A. Vasil’ev. «Information Equilibrium and the Core in Generalized Exchange Models». Soviet Math. Dokl. Vol. 29 (1984) #2.
- L.V. Kantorovich, V.L. Makarov. «Mathematical Models of Pricing» in «The Economics of Relative Prices», Hrsg. B. Csicos-Nagy, D. Hagul and G. Hall Macmillan Press, 1984.
- V.L. Makarov. „On the Strategy for Implementing Economic Reform in the USSR“, The American Economic Review, vol.78, #2, May 1988.
- V.L. Makarov. „Impact of a Parallel Currency on the Development of Market and on the Rate of Inflation in the Soviet Union“. 6-th World Congress of Econometric Society, Barcelona, August 22–28, 1990.
- V.L. Makarov. Dual Economy in Russia Today. The Economic Review, vol.45, N 2, 1994, pp. 117–125. Hitotsubashi University, Kunitachi, Tokyo, Japan.
- V.L. Makarov. Comments on „Project LINK: Past, present, and future“ by Bert G. Hickman and Kenneth G. Ruffing. In „Modeling global change“, Hrsg. Lawrence R. Klein, Fu-chen Lo. United Nations University Press, 1995.
- V.L. Makarov, A.M. Rubinov, M.I. Levin. „Mathematical Economic Theory: Pure and Mixed Types of Economic Mechanisms.“ Advanced Textbooks in Economics. v 33. Elsevier, North-Holland, 1995.
- V.L. Makarov. Comment on Lin’s Paper „Transition to a Market-Oriented Economy: China versus Eastern Europe and Russia“. The Institutional Foundations of East Asian Economic Development. Macmillan Press LTD, 1998.
- Makarov, Valery. Fiscal Federalism as a way to protect national style of life in the globalization’s process: Russian evidence. Globalization and the World Economy: Changes and Challenges. An International Workshop. (Hrsg. M.Kuboniwa and S.Watanabe). – Institute of Economic Research, Hitotsubashi University, March 2001.